# 松原 (宇都宮市)
松原（まつばら）は、栃木県宇都宮市の町名。現行行政地名は松原一丁目から松原三丁目。全区域で住居表示実施済み。郵便番号は320-0041（宇都宮中央郵便局管区）。

## 地理
市内中心部、新川東岸、釜川の西岸に位置する。北で中戸祭、東で星ヶ丘一丁目・下戸祭、南で清住三丁目、西で戸祭一丁目、と隣接する。西に桜通りと東に清住通りに挟まれた地域で、宇都宮大学共同教育学部附属小学校、宇都宮大学共同教育学部附属中学校とその周辺の住宅地で、市内中心街の一部になっている。

### 河川
- 新川
- 釜川

### 丁目
基本データは以下の通り。人口・世帯数は2021年（令和3年）6月30日現在、面積は2020年12月31日現在。
| 町名       | 人口    | 世帯数  | 面積     | 郵便番号 |
| ---------- | ------- | ------- | -------- | -------- |
| 松原一丁目 | 590人   | 294世帯 | 0.089km2 | 320-0041 |
| 松原二丁目 | 601人   | 307世帯 | 0.024km2 | 320-0041 |
| 松原三丁目 | 652人   | 302世帯 | 0.053km2 | 320-0041 |
| 合計       | 1,843人 | 903世帯 | 0.166km2 | 320-0041 |

### 地名の由来
日光街道と中城（戸祭城）正門を結ぶ街道の交差点に大きな松が生えた広場があり、その辺りを松原と呼んでいたのが所以となっている。松はその後の都市開発に伴い伐採され消失している。

## 歴史

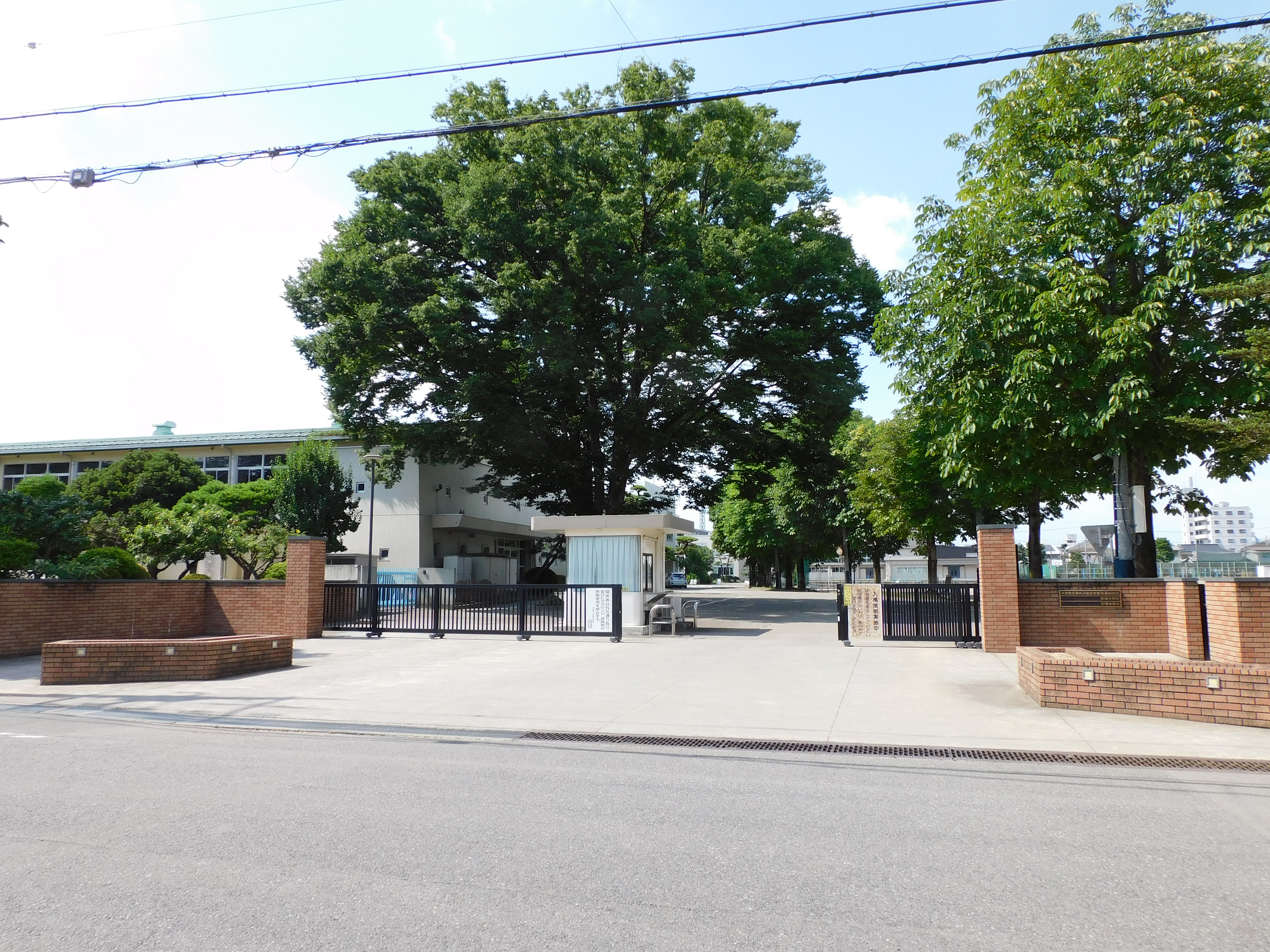
宇都宮大学共同教育学部附属学校園校門

初め松原通り一帯（2021年現在の松原1丁目と2丁目の一部）を戸祭村大字柿ノ木と呼んでいたが、明治22年の市町村制施行により戸祭町松原となり、第二次世界大戦を経て昭和40年に現在の松原1～3丁目となる。
- 沿革
  - 1619年（元和5年）日光街道が完成。
  - 1662年（寛文2年）戸祭村、北部の上戸祭村と南部の下戸祭村が分村。このころより明治22年まで松原通り一帯（松原1丁目と2丁目の一部）は戸祭村大字柿ノ木と呼ばれる。
  - 1889年（明治22年）市町村制施行により、宇都宮の町名、戸祭町松原になる。
  - 1901年（明治34年）栃木県師範学校、戸祭町松原に移転。
  - 1902年（明治35年）栃木県師範学校新校舎落成移転（戸祭町松原，現宇都宮大学付属小学校・中学校）。
  - 1928年（昭和3年）栃木県師範学校が国本村宝木の歩兵六十六連隊跡新校舎に移転。
  - 1929年（昭和4年）栃木県師範学校附属小学校、国本村宝木に移転。栃木県女子師範学校附属小学校が松原に移転。
  - 1933年（昭和8年）宇都宮第二高等女学校が松原へ移転。
  - 1936年（昭和11年）栃木県女子師範学校附属幼稚園再開園。
  - 1945年（昭和20年）栃木県師範学校幼稚園休園，戦争のために休園。宇都宮空襲。
  - 1947年（昭和22年）栃木師範学校女子部附属幼稚園と改称。栃木県師範学校女子部附属中学校を松原に設置。
  - 1948年（昭和23年）宇都宮第二高等女学校，宇都宮松原女子高等学校と改称。
  - 1949年（昭和24年）栃木県師範学校男子部附属中学校と栃木県師範学校女子部附属中学校を統合。4月1日、栃木師範学校附属中学校を松原に設置。5月31日、宇都宮大学設置後、栃木師範学校附属中学校を宇都宮大学栃木師範学校附属中学校に改称。栃木県師範学校附属小学校・栃木県女子師範学校附属小学校、宇都宮大学栃木師範学校附属小学校（宝木校及び松原校）に改称。
  - 1951年（昭和26年）宇都宮大学栃木師範学校附属小学校（宝木校及び松原校）、宇都宮大学学芸学部附属宝木小学校・宇都宮大学学芸学部附属松原小学校と改称。宇都宮大学栃木師範学校附属中学校、宇都宮大学学芸学部附属中学校と改称。
  - 1953年（昭和28年）さくらんぼう幼稚園開園。
  - 1956年（昭和31年）宇都宮松原女子高等学校、宇都宮大学学芸学部跡地（若草）に移転。
  - 1957年（昭和32年）宇都宮松原女子高等学校、栃木県立宇都宮中央女子高校と改称。
  - 1960年（昭和35年）宇都宮大学学芸学部附属幼稚園、旧栃木県女子師範学校同窓会館及び図書館を改造し幼稚園舎を建てる。
  - 1965年（昭和40年）松原1～3丁目となる。新川の西側一帯約8,760世帯の住居表示実施。戸祭新川町・和尚塚町などがなくなり、星が丘・松原などの新町名ができる。
  - 1966年（昭和41年）宝木小・松原小の現地統合により宇都宮大学教育学部附属小学校となる。宇都宮大学学芸学部附属中学校、宇都宮大学教育学部附属中学校と名称変更。宇都宮大学学芸学部附属幼稚園、宇都宮大学教育学部附属幼稚園と名称変更。
  - 1968年（昭和43年）松原3丁目に松原勤労青少年ホーム建設着手。
  - 1969年（昭和44年）松原勤労青少年ホーム開館。
  - 1973年（昭和48年）宇都宮市立松原保育園開始。宇都宮大学教育学部附属幼稚園、新園舎に移転。
  - 1977年（昭和52年）さくらんぼう幼稚園，宇都宮ＹＭＣＡ学園さくらんぼ幼稚園に名称変更。

### 町名の変遷
| 実施後     | 実施年月日         | 実施前（各町ともその一部） |
| ---------- | ------------------ | -------------------------- |
| 松原一丁目 | 1965年（昭和40年） | 戸祭町松原                 |
| 松原二丁目 | 1965年（昭和40年） | 戸祭町松原                 |
| 松原三丁目 | 1965年（昭和40年） | 戸祭町松原                 |

## 地域
- 施設
  - 宇都宮文星女子高等学校上野秀文記念グラウンド
- 学校・福祉教育機関
  - 宇都宮大学共同教育学部附属小学校[7]
  - 宇都宮大学共同教育学部附属中学校[8]
  - さくらんぼ幼稚園[9]
  - 松原保育園[10]
- 公園
  - 松原1号児童公園
  - 松原2号児童公園
- 医療機関
  - 高瀬整形外科病院
  - そはら内科
  - 金子耳鼻咽喉科クリニック
  - 半田歯科医院
- 機関
  - 栃木県高等学校囲碁連

## 交通

### 路線バス
- 関東バス清住町経由線
  - 「宇大附属学校園入り口」「星ヶ丘中学校入り口」「松原町」「松原交差点」の各バス停を経由。

### 道路
- 清住町通り
- 桜通り
- 競輪場通り
- 師範通り
- 松原通り

## 小・中学校の学区
市立小・中学校に通う場合の学区は以下の通りとなる。
| 町丁       | 小学校               | 中学校                 |
| ---------- | -------------------- | ---------------------- |
| 松原一丁目 | 宇都宮市立戸祭小学校 | 宇都宮市立星が丘中学校 |
| 松原二丁目 | 宇都宮市立戸祭小学校 | 宇都宮市立星が丘中学校 |
| 松原三丁目 | 宇都宮市立戸祭小学校 | 宇都宮市立星が丘中学校 |